# Krupin (powiat elbląski)
Krupin – osada w Polsce położona w województwie warmińsko-mazurskim, w powiecie elbląskim, w gminie Rychliki.
W latach 1975–1998 miejscowość należała administracyjnie do województwa elbląskiego.